# BTR-T
Il  Bronetransporter-Tyazhelyy o BTR-T (in lingua russa: "Бронетранспортёр-Тяжелый": veicolo da trasporto - pesante) è un veicolo da combattimento della fanteria pesante russo, progettato dall'azienda statale Omsktransmash.

## Sviluppo
Il veicolo è basato sullo scafo del carro armato T-55 ed è la risposta all'esigenza di un mezzo pesante, altamente protetto e ben armato, adatto al combattimento urbano. L'esigenza di un veicolo pesante da combattimento della fanteria emerse dopo la prima guerra cecena, durante la quale i trasporto truppe BTR-80 e BMP-2 subirono perdite enormi nelle aree urbane per mano dei ribelli armati di RPG. Di conseguenza, il progetto incorporava una spessa protezione, con elementi di corazza reattiva, e un potente armamento con un sufficiente angolo di elevazione per ingaggiare bersagli in edifici a più piani.
La scelta dello scafo del T-55 invece di un carro più moderno probabilmente è dovuta a motivi di bilancio, con un occhio al potenziale mercato per la conversione di un carro tanto diffuso a livello mondiale. Probabilmente tale scelta è anche ispirata al veicolo israeliano Achzarit, sviluppato negli anni ottanta con le stesse modifiche. Tuttavia il progetto russo non ha ottenuto contratti di esportazione.

## Armamento
La torretta può essere configurata per ospitare diverse combinazioni di armi:
- autocannone da 30 mm 2A42 + missile anticarro 9M113 Koncurs
- autocannone da 30 mm 2A42 + lanciagranate automatico da 30 mm AGS-17
- autocannone binato da 30 mm 2A38
- mitragliatrice pesante NSV 12,7 mm + missili anticarro 9M113 Koncurs
- mitragliatrice pesante NSV 12,7 mm + lanciagranate automatico da 30 mm AGS-17